# Baar-Ebenhausen
Baar-Ebenhausen est une commune de Bavière (Allemagne), située dans l'arrondissement de Pfaffenhofen an der Ilm, dans le district de Haute-Bavière.

## Héraldique
Les armoiries de la ville représentent une gugel.